# خرگوش (فیلم)
خرگوش (انگلیسی: Bunny) یک فیلم پویانمایی رایانه‌ای کوتاه به کارگردانی کریس وج و محصول کشور آمریکا است که در سال ۱۹۹۸ منتشر شد. خرگوش توسط بلو اسکای استودیو تهیه شده است.

## خلاصه داستان
بانی، یک خرگوش مسن است که سال‌ها پیش همسرش را از دست داده است. او تنها در یک کابین در جنگل زندگی می‌کند. یک شب توسط یک شب‌پره تشویق می‌شود تا دست به خودکشی زده و به همسرش بپیوندد.

## جوایز
- برنده جایزه اسکار بهترین پویانمایی کوتاه در سال ۱۹۹۹